# ChromeOS
Google ChromeOS, dříve stylizován jako Chrome OS, je operační systém společnosti Google, který je zaměřen především na práci s webem. Je založen na Gentoo a jeho základními komponentami jsou linuxové jádro, webový prohlížeč Google Chrome a vrstva systému Android, která umožňuje využití Google Play obchodu a většiny přes něj dostupných aplikací. Cílový segment trhu mají být netbooky a podobná mobilní zařízení. Představení ChromeOS včetně prvního netbooku s tímto systémem proběhlo 7. prosince 2010 v San Franciscu. Systém je podporován na procesorech typu x86 a ARM a je založen na open-source (volně dostupný zdrojový kód) projektu Chromium OS, avšak plně otevřený není.
Google oznámil, že ChromeOS se nebude potýkat s viry, malware apod., ale bude schopný uživatele včas informovat o stránkách, kde je, byl nebo může být kontaminovaný obsah.

## Historie
Společnost Google představila ChromeOS v prosinci 2010 jako operační systém, jehož veškerá data (aplikací i uživatelů) budou umístěna na cloudu.
V listopadu 2009 byl vytvořen open source projekt nazvaný Chromium OS, ke kterému byl uvolněn zdrojový kód. Byla také předvedena jeho raná verze, která byla založena na principu a designu internetového prohlížeče Google Chrome. Bootování trvalo pouhých sedm sekund.

### Hardware
Laptopy běžící na ChromeOS jsou nazývány Chromebooky. První z nich byl představen v prosinci 2010 pod označením CR-48. Podobná zařízení následovala až do května 2011. O rok později bylo v květnu 2012 představeno zařízení od Samsungu nazvané Chromebox.
Na začátku roku 2014 LG Electronics představila první zařízení spadající do kategorie all-in-one zařízení pod názvem Chromebase. Tato zařízení mají v podstatě stejnou hardwarovou výbavu jako výše zmíněné Chromeboxy, monitor se zabudovaným fotoaparátem, mikrofon a reproduktory.
Chromebooky mají klávesnici a touchpad řešen trochu jinak, než je zvykem u běžných notebooků a PC. Tlačítko Super (Super v macOS a Linux, Win ve Windows) je nahrazeno tlačítkem hledat, ale na klávesnici většiny Chromebooků se nenachází např. klávesy Caps Lock (řešeno klávesovou zkratkou), Home, End, Page Up a Page Down. Navíc je u některých nových zařízení tlačítko pro Google asistenta. Touchpad pak nerozlišuje mezi tím, zda klikáte na jeho levé či pravé straně – klik je zkrátka jen jeden. Funkci druhého tlačítka a řadu dalších úloh nahrazují podobně jako u Macbooků gesta.

## Uživatelské rozhraní
V Google ChromeOS je uživatelské rozhraní velice jednoduché. Dole je průhledná hlavní lišta – tzv. „Polička“. Na ní jsou umístěny ikony aplikací a webových stránek. Vlevo dole je menu tlačítko pro menu aplikací a Google vyhledávač. Na pravé straně je centrum notifikací v podobném stylu jako aktuální verze mobilního systému Android.
V dřívějších verzích ChromeOS se také objevovaly tzv. „Panely“, což byla určitá obdoba miniaplikací (widgets) a nativními aplikacemi.

## Alternativní systémy
Na jakýkoliv Chromebook je možno po aktivaci vývojářského módu (nepřeruší se záruka) nainstalovat některé distribuce Linuxu. A to buď pomocí projektu Crouton souběžně s ChromeOS (přepnutí mezi nimi lze provést pomocí klávesové zkratky), jako dual-boot konfiguraci, nebo kompletním přepsáním ChromeOS (tímto se však ruší záruka). Kompatibilita záleží na zařízení a distribuci. Nejčastěji se doporučuje využití např. Gallium OS – distribuce pro Chromebooky. Staré chromebooky však nemají s normálními distribucemi jako Ubuntu, Arch Linux, Redhat apod. problém.
Na velmi staré Chromebooky lze nainstalovat i systém Microsoft Windows, avšak poměrně složitě.

## Aplikace

### Integrované aplikace
Google integruje do ChromeOS verzi Chrome prohlížeče a média přehrávač s podporou DRM videí. ChromeOS také obsahuje prohlížeč souborů  s podporou archivů a integrací Google Drive.

### Aplikace pro Chrome
ChromeOS podporuje aplikace pro Chrome dostupné z Web storu.

### Androidové aplikace (od verze 53.x)
Na I/O 2014 Google představil koncept běhu androidových aplikací na ChromeOS jako App Runtime for Chrome (ARC). V roce 2016 společnost Google představila možnost používat aplikace Android v podporovaných zařízeních s operačním systémem Chrome s přístupem k celému obchodu Google Play. Předchozí řešení založené na nativním klientovi bylo zrušeno ve prospěch kontejneru obsahujícího framework a balíčky Androidu (zpočátku založené na systému Android 6.0), který umožňuje aplikacím Android mít přímý přístup k platformě ChromeOS a umožnit operačnímu systému komunikovat se smlouvami o platformě Android – například sdílení. Strojírenský ředitel Zelidrag Hornung vysvětlil, že ARC byla z důvodu omezení omezena, včetně její neslučitelnosti s NDK (Android Native Development Toolkit), a že nebyla schopna projít vlastními testy pro kompatibilitu společnosti Google.

### Linuxové aplikace (od verze 69.x)
Projekt Crostini, iniciativa, která umožňuje, aby jak příkazové, tak grafické aplikace určené pro běžné linuxové distribuce běžely v kontejnerech v systému ChromeOS, byla zveřejněna společností Google 23. ledna 2018. V srpnu 2018 Linux aplikace podporuly tyto Chromebooky:
| Model                                   | Codename    |
| --------------------------------------- | ----------- |
| ASUS Chromebook Flip C101PA             | bob         |
| ASUS Chromebook Flip C213               | reef        |
| Acer Chromebook 15 CB515-1HT/1H         | san         |
| Acer Chromebook Tab 10                  | scarlet     |
| Acer Chromebox CXI3                     | fizz_cheets |
| Google Pixelbook                        | eve         |
| HP Chromebook 14-ca020nr                | snappy      |
| HP Chromebook x2                        | soraka      |
| HP Chromebox G2                         | kench       |
| Lenovo 100e Chromebook                  | robo        |
| Lenovo 500e Chromebook                  | robo360     |
| Lenovo Thinkpad 11e/Yoga 11e Chromebook | pyro        |
| Samsung Chromebook Plus                 | kevin       |

Podporu mají Chromebooky s verzí linuxového kernelu 4.4, ale Google plánuje přenést potřebné knihovny do všech Chromebooků s 64bitovým procesorem (včetně ARM) na verzi kernelu 3.14 a výše. Modely s očekávanou podporou:
| Model                                             | Codename  |
| ------------------------------------------------- | --------- |
| Acer Chromebook Spin 11 R751T                     | electro   |
| Acer Chromebook 11 (C732, C732T, C732L & C732LT ) | astronaut |
| Acer Chromebook 11 (CB311-8H & CB311-8HT)         | santa     |
| Acer Chromebook Spin 11 (CP311-1H & CP311-1HN)    | lava      |
| Dell Chromebook 11 5190                           | nasher    |
| Dell Chromebook 11 2-in-1 5190                    | nasher360 |
| Acer Chromebook R11                               | cyan      |

## Vztah ke GNU a Linuxu
ChromeOS je postaveno na Gentoo, distribuci Linuxu obsahující GNU systémové utility, kompiluje se s pomocí GCC, okenním systémem je postaven nad X Serverem, balíčky jsou založeny na Portage, použit je upstart… Z hlediska použitého systémového softwaru a knihoven se ChromeOS příliš neliší od linuxových distribucí založených na Gentoo. Rozdíl od běžných distribucí spočívá ve skutečnosti, že se uživatel setkává výhradně se softwarem od Googlu a je směrován k využívání jeho cloudových služeb. Možné negativní dopady tohoto posunu oproti běžným distribucím kritizuje například Richard Stallman. Protože ChromeOS je závislý na internetových službách, Google postupně upravuje své online aplikace tak, aby byly schopné provozu i offline, ale v roce 2014 ještě s malými výsledky.